# Parafia Matki Bożej Częstochowskiej w Świeszewie
Parafia pw. Matki Bożej Częstochowskiej w Świeszewie – parafia rzymskokatolicka, należąca do dekanatu Gryfice, archidiecezji szczecińsko-kamieńskiej, metropolii szczecińsko-kamieńskiej Kościoła rzymskokatolickiego. W parafii posługują księża diecezjalni. Według stanu na wrzesień 2018 proboszczem parafii był ks. Mariusz Szymczak.

## Miejsca święte

### Kościół parafialny
Kościół Matki Bożej Częstochowskiej w Świeszewie

### Kościoły filialne i kaplice
- Kościół św. Stanisława Kostki w Ościęcinie[1]
- Kościół św. Marii Magdaleny w Trzygłowie[1]